# Steve Morabito
Steve Morabito (Monthey, 30 gennaio 1983) è un ex ciclista su strada svizzero, professionista dal 2006 al 2019.

## Carriera
Diventa professionista nel 2006 all'interno del team svizzero Phonak. In stagione vince una tappa al Giro di Svizzera 2006 e partecipa alla Vuelta a España. Dopo lo scioglimento della squadra a causa di uno scandalo legato al doping, nel 2007 si accasa all'Astana, vincendo due tappe allo Herald Sun Tour. Nel 2010 passa alla statunitense BMC Racing, e nel 2015 alla francese FDJ. Nel 2016 rappresenta il suo paese nella prova in linea dei Giochi olimpici di Rio de Janeiro.

## Palmarès

### Strada
- 2001 (Juniores)

9ª tappa Tour de I'Abitibi Juniors (Québec > Québec)
- 2005 (Under-23)

Campionati svizzeri, Corsa in salita Under-23
- 2006 (Phonak, una vittoria)

5ª tappa Tour de Suisse (La Chaux-de-Fonds > Leukerbad)
- 2007 (Astana, due vittorie)

4ª tappa Herald Sun Tour (Beechworth > Falls Creek)
6ª tappa Herald Sun Tour (Melbourne > Melbourne, cronometro)
- 2018 (Groupama - FDJ, una vittoria)

Campionati svizzeri, Prova in linea

#### Altri successi
- 2005 (Under-23)

Classifica scalatori Mainfranken-Tour
- 2014 (BMC Racing Team)

1ª tappa Giro del Trentino (Riva del Garda > Arco, cronosquadre)
- 2015 (FDJ)

Classifica svizzeri Tour de Suisse

## Piazzamenti

### Grandi Giri
- Giro d'Italia

2007: 83º
2008: ritirato (8ª tappa)
2009: 88º
2013: 34º
2014: 25º
2017: 53º
2018: 79º
- Tour de France

2010: 48º
2011: 49º
2013: 35º
2015: ritirato (14ª tappa)
2016: 36º
- Vuelta a España

2006: 84º
2012: 35º
2014: ritirato (11ª tappa)
2019: 67º

### Classiche monumento
- Parigi-Roubaix

2009: ritirato
- Liegi-Bastogne-Liegi

2006: 87º
2010: 50º
2016: 66º
- Giro di Lombardia

2006: 78º
2010: ritirato
2011: ritirato
2012: ritirato
2014: 60º
2015: 41º
2016: ritirato
2017: ritirato
2019: 90º

### Competizioni mondiali
- Campionati del mondo

Lisbona 2001 - In linea Juniores: 44º
Verona 2004 - Cronometro Under-23: 37º
Madrid 2005 - In linea Under-23: 8º
Melbourne 2010 - In linea Elite: 59º
Limburgo 2012 - In linea Elite: 67º
Richmond 2015 - Cronosquadre: 11º
Innsbruck 2018 - In linea Elite: 60º
- Giochi olimpici

Rio de Janeiro 2016 - In linea: ritirato

### Competizioni europee
- Campionati europei

Mosca 2005 - In linea Under-23: 32°